# Gare de Sonoda
La gare de Sonoda (園田駅, Sonoda-eki) est une gare ferroviaire de la ville d'Amagasaki, dans la préfecture de Hyōgo au Japon. Elle est gérée par la compagnie Hankyu.

## Situation ferroviaire
La gare de Sonoda est située au point kilométrique (PK) 7,2 de la ligne Hankyu Kobe.

## Histoire
La gare a ouvert le 20 octobre 1936.

## Service des voyageurs

### Accueil
La gare est située sous les voies qui sont surélevées. Elle est ouverte tous les jours.

### Desserte
- Ligne Kobe :
  - voies 1 et 2 : direction Kobe-Sannomiya et Shinkaichi
  - voies 3 et 4 : direction Jūsō et Osaka-Umeda